# Казанский русский избирательный комитет
Казанский Русский Избирательный Комитет (КРИК) — избирательное объединение националистическо-монархической направленности, действовавшее в городе Казани в период подготовки и проведения выборов в Государственную Думу четвёртого созыва.

## Подготовка к созданию
Непосредственным толчком к созданию КРИК послужило убийство председателя Совета министров Российской Империи П. А. Столыпина, считавшегося родоначальником русского политического «национализма».
14 (27) сентября 1911 г. в газете «Казанский Телеграф» была опубликована статья профессора Императорского Казанского Университета (ИКУ) Н. Ф. Высоцкого (являвшегося председателем Центрального Комитета «Казанского Союза 17 Октября» /ЦК КС17О/ во время отсутствия депутата Государственной Думы третьего созыва М. Я. Капустина) под названием «Пора!», в которой содержался призыв ко всем местным монархистам «объединиться в общем деле борьбы с революционным насильем».
В скором времени на него откликнулись высокопоставленные представители всех местных правомонархических (черносотенных) организаций: А. Е. Дубровский и Н. А. Александров — соответственно, товарищ (заместитель) председателя и член Совета «Казанского Царско-Народного Русского Общества» (КЦНРО), Л. А. Матвеевский — председатель Совета «Общества Церковных Старост и Приходских Попечителей города Казани», главный казанский «союзник» Г.(Е.) П. Отпущенников и председатель Совета Казанского отдела «Русского Собрания» (КОРС) А. Т. Соловьёв.
В курсе событий находился и руководитель КЦНРО профессор В. Ф. Залеский, который предпочёл, однако, своего участия в них не афишировать, ожидая приглашения на первые роли в новом объединении.
ЦК КС17О избрал из своей среды «особую комиссию» (в составе Ф. В. Бутенина, Н. Ф. Высоцкого, Н. М. Меньшикова и Н. А. Острякова), выработавшую проект соглашения, к которому после внесения мелких поправок присоединились А. Е. Дубровский, Г.(Е.) П. Отпущенников и А. Т. Соловьёв.
30 октября (12 ноября) 1911 г. в Казани состоялось «первое совещание представителей местных умеренных партий, союзов и обществ», на которое собралось более тридцати человек.
Позднее Н. Ф. Высоцкий писал, что:
Этому совещанию был доложен «Проект соглашения». После подробного его рассмотрения, совещание единогласно признало, в принципе, предлагаемое соглашение необходимым и выразило пожелание об устройстве в Казани «Национального клуба». Такой клуб мог бы служить центром для более прочного сближения между собою представителей различных монархических партий, путём совместного обсуждения различных общественных и политических вопросов, а также и для организации выборов в 4-ю Государственную Думу.

## Начало деятельности
4 (17) декабря 1911 г. на своём втором совещании местные правые октябристы и черносотенцы постановили, отбросив все разъединявшие их «подробности политических программ», объединиться для борьбы с «левыми партиями» и для выдвижения общих кандидатов в Государственную Думу четвёртого созыва, а также приняли «основные положения» для руководства своей совместной работой, в которых признали «данный Самодержавною волею Государя Императора представительный строй, определяемый основными законами», необходимость сохранения за православием статуса господствующей религии и «особых» постановки и разрешения «еврейского вопроса».

В виду указанной цели, приняты следующие «основные положения» в руководство будущей совместной работы:
I. Мы, твёрдо стоя на почве манифеста 17-го октября, признаём данный Самодержавною волею Государя Императора, представительный строй, определяемый основными законами.
II. Признавая, что каждый подданный Государства Российского в праве исповедовать свою веру, и порицая насильственное вмешательство во внутреннюю жизнь религиозных общин, кроме вредных сект, мы, в то же время, считаем господствующей религией в России православие и всякую попытку к его ослаблению – недопустимой.
III. Россия должна быть едина и неделима, поэтому всякие сепаратистские стремления инородческих групп, а равно и попытки их к приобретению каких-либо особых прав и преимуществ перед русским населением, недопустимы. При этом вопрос еврейский стоит особо, так как евреи представляют собой инородцев, никогда не имевших в России определённой территории. Разрешение еврейского вопроса настоятельно необходимо, в видах защиты всего остального населения от вредного влияния еврейства.
IV. Мы признаём, что главной экономической основой государственного строя является право личной собственности, к твёрдому охранению которой должны быть приняты все меры.
V. Мы признаём необходимость широкого развития местных самоуправлений, как органов государственного управления, с предоставлением им достаточных материальных средств, причём, должна быть устранена излишняя централизация и обеспечена необходимая самостоятельность их действий. Организация самоуправления должна быть основана на началах участия в нём оседлого и непосредственно несущего налоговое бремя населения.
VI. Признавая, что могущество и благосостояние России зиждется, главным образом, на сильной духом сухопутной и морской армии, мы считаем обязанностью каждого русского человека оберегать всеми мерами национальный дух армии.

VII. Мы считаем, что русский суд должен стоять вне всякой партийной политики.— Казанский Телеграф. – 1912. – № 5633 (2 февраля).
Приняв эти «основные положения», совещание избрало комиссию, которой поручило: «1) принимать все необходимые меры к осуществлению на деле намеченного сближения всех русских людей, разделяющих указанные положения. 2) Выработать проект устава русского объединённого политического клуба в Казани. 3) Изыскать средства, необходимые как для устройства клуба, так и для успешного ведения выборной кампании. 4) Комиссии впредь именоваться: «Казанский русский избирательный комитет».
В состав КРИК было избрано восемь человек: Н. Ф. Высоцкий, А. Е. Дубровский, Ю. Ю. Кудинов, Д. А. Лебедев, Н. А. Мельников, Е.(Г.) П. Отпущенников, Н. Д. Сазонов и А. Т. Соловьёв.
14 (27) декабря 1911 г. состоялось первое совещание КРИК, которое единогласно избрало его председателем профессора Н. Ф. Высоцкого. Одновременно было единогласно постановлено просить войти в состав КРИК: Ф. В. Бутенина, В. А. Карякина, Н. А. Острякова, В. И. Сорокина  и Е. Е. Софронова.

## Создание КРНК
31 января (13 февраля) 1912 г. на базе КРИК был учреждён «Казанский Русский Национальный Клуб» (КРНК). при этом всех членов КРИК «в видах пользы дела» решено было включить в состав руководства КРНК. В дальнейшем их деятельность оказалась неразрывно связана между собой.

## Участие в избирательной кампании в городе Казани
Союз умеренных и правых монархистов, на который делали ставку организаторы КРИК, в силу ряда причин, оказался на практике хрупким и недолговечным.

### Раскол в правомонархическом лагере
Уже 12 (25) февраля 1912 г. на общем собрании КЦНРО обойдённый вниманием организаторов КРИК и КРНК В. Ф. Залеский и Р. В. Ризположенский выступили с резкими обвинительными речами в адрес «националистов» и отказались сотрудничать с ними. Результатом этого стали, во-первых, раскол внутри самого КЦНРО, окончившийся уходом из него влиятельного «меньшинства» во главе с товарищем (заместителем) председателя Совета А. Е. Дубровским, и, во-вторых, провозглашение оставшимися царско-народниками (после демонстративных скандалов, учинённых в сентябре 1912 г. на предвыборных собраниях «националистов» и КРИК В. Ф. Залеским и Ю. Ю. Кудиновым) собственной «предвыборной платформы», в общем идеологическом отношении сильно схожей с платформой «русских избирателей».
Кроме того, 28 июня (11 июля) 1912 г. В. Ф. Залеский направил Казанскому губернатору М. В. Стрижевскому «конфиденциальное сообщение», в котором, открыто обвинив одного из «теневых» руководителей КРИК и КРНК Б. П. Башинского в политическом авантюризме, а поддерживавшего «националистов» редактора «Казанского Телеграфа» Н. А. Ильяшенко – в корыстолюбивых устремлениях, наносящих ущерб общему монархическому делу, призвал его «избавить нас от беззастенчивого карьериста Башинского и тем [самым] дать возможность правым организациям создать действительный, а не фиктивный, предвыборный блок». Однако, благодаря усилиям Н. Д. Сазонова, должного действия эта просьба не возымела.
Кроме этого председатель Совета КОРС А. Т. Соловьёв, под влиянием проходившего в конце ноября – начале декабря 1911 г. в Москве съезда 164-х отделов «Союза Русского Народа» преимущественно «продубровинской» ориентации, осудившего черносотенных «обновленцев» и высказавшегося против блоков с умеренными монархистами, несколько раз официально заявил, что «слухи» об объединении подконтрольных ему обществ с «националистами – октябристами» беспочвенны. Когда же осенью 1912 г. он всё-таки решился войти в КРИК, то навлёк на себя недовольство бывшего соратника Ф. С. Гребеньщикова, обвинившего А. Т. Соловьёва в поддержке «клятвопреступников», что по сути означало также «раскол» КОРС.
Одновременно к «националистам» перебралась часть членов ОЦСПП – В. Ф. Булыгин, Л. А. Матвеевский и Е. Е. Софронов, после чего оно окончательно прекратило своё политическое существование.

### Раскол в умеренно-монархическом лагере
Ощутимый удар по КРИК и КРНК нанесли возвратившиеся в Казань члены Государственной Думы третьего созыва А. Н. Боратынский, И. В. Годнев и М. Я. Капустин, авторитет которых в местной умеренно-монархической среде был выше, чем у Н. Ф. Высоцкого. В результате совершивший правый «переворот» профессор Н. Ф. Высоцкий вынужден был расстаться с постом председателя ЦК КС17О и окончательно перейти из него в КРНК. Согласно отдельным сообщениям местной прессы, за ним последовал и ряд других правых октябристов.
Либеральная «Казанская газета – копейка» подметила по этому поводу, что:
Вместо того, чтобы «спаять» воедино все правые элементы, гг. казанские националисты … разъединили эти элементы так основательно, как не удалось бы разъединить и самому непримиримому политическому противнику.
В итоге, вместо единого политического блока, местные правые и умеренные монархисты создали три ослабленные внешними и внутренними распрями предвыборные группы, действовавшие под эгидой КС17О, КРНК (КРИК) и КЦНРО.

### Позиция либералов и компромиссная блоковая тактика
Вместе с тем, не на высоте положения оказались и общие политические противники монархистов. Ослабевшие и сильно «поправевшие» казанские кадеты уже в начале 1912 г. пришли к выводу, что «вести предстоящую кампанию под строго партийным флагом не представляется возможным», и поэтому создали «внепартийный комитет» (по типу московского комитета «беспартийных прогрессистов»), пригласив в него представителей различных политических организаций, в том числе и стоявших правее себя. Общим критерием для отбора кандидатов в последний стала, как минимум, их твёрдая решимость не отступать от требований конституционного строя.
Часть «теоретических» (по выражению лидера казанских кадетов «прогрессиста» Н. П. Гусева) социал-демократов отказалась участвовать в нём и создала свой комитет, который вскоре был разгромлен полицией. Не удалась попытка организовать в Казани и «трудовую группу». В результате этого среди кандидатов «Внепартийного прогрессивного комитета» по двум куриям Казани, наравне с «левыми» и кадетами, оказались и два октябриста (оба – по первой курии) – доктор медицины И. В. Годнев и профессор ИКУ протоиерей А. В. Смирнов.
Это обстоятельство дало весомый повод для обвинения КЦНРО местных октябристов и кадетов в преднамеренном политическом сговоре и обмане ими «националистов», которых выпущенная КЦНРО «Предвыборная Газета» назвала «политическими младенцами семидесятилетнего возраста».

Блок октябристов с кадетами по городу Казани на предстоящих выборах в 4-ю Государственную Думу можно считать совершившимся фактом.
М. Я. Капустин, приехав и видя, что Н. Ф. Высоцкий отвлёк часть правых октябристов в т. н. «русский предвыборный комитет», и не надеясь, что октябристы победят одними своими силами, поспешил вступить в блок с кадетами.
Мы, конечно, при этом не присутствовали и документальными доказательствами не обладаем, но судя на основании поступков той и другой партии – кадетов и октябристов, смело утверждаем, что блок состоялся.
В списке кандидатов в выборщики от прогрессистов значатся И. В. Годнев и протоиерей А. В. Смирнов; в списке октябристов значатся также И. В. Годнев и протоиерей А. В. Смирнов.
Ясно, что на этих лицах состоялось соглашение между кадетами и октябристами. Остальные же лица, занесённые в списки той и другой партии, значатся лишь pro forma.
Даже и В. А. Карякин значится у октябристов «для проформы». Само собою разумеется, что такого крупного октябристского деятеля не решились бы при других обстоятельствах ставить лишь pro forma; но говорят, что В. А. Карякин в 4-ю Государственную Думу идти не хочет. Тогда отчего же не поставить его «pro forma».
А «русский избирательный комитет» принял эту «проформу» всерьёз и выставил В. А. Карякина и в своём списке: «для привлечения избирателей», – решили хитрые заправилы «националистов».
Для «привлечения избирателей» включён националистами в их список выборщиков и И. В. Годнев.

Хороши националисты, у которых в списке кандидатов в выборщики значится кандидат лево-октябристско-кадетского блока!— Предвыборная Газета. – 1912. – 30 сентября.
Вместе с тем, как считает историк И. Е. Алексеев:
Не исключая вероятность каких-либо предварительных договорённостей между местными октябристами и кадетами о совместной поддержке вышеозначенных кандидатур, нельзя, вместе с тем, не признать и того «не замеченного» черносотенцами обстоятельства, что в данном случае позицию, близкую к политической капитуляции, заняли вовсе не умеренные монархисты, а левые либералы, безропотно «проглотившие» две октябристские кандидатуры, хотя, конечно, и руководство КС17О пошло на это отнюдь не от хорошей жизни. Так или иначе, но конкуренция как «слева», так и «справа» была сведена им к минимуму.

### Позиция мусульманских (татарских) избирателей
Накануне выборов в Государственную Думу четвёртого созыва между отдельными татарскими национально-политическими группировками в Казани тоже не наблюдалось единства, а скрытая личная вражда и постоянные закулисные интриги татарских лидеров привели их, в конце концов, к практически полной потере предвыборной конкурентоспособности.
Главными их фигурантами выступили купец А. Я. Сайдашев (которого в мусульманской среде за глаза называли «татарский губернатор Казани») и его старший сын М. А. Сайдашев, которые, «оттерев» и подкупив денежными посулами всех своих политических конкурентов из мусульманской среды, попытался войти в доверие к представителям монархических сил.
«Ещё несколько месяцев тому назад, — писал, в частности, 25 октября (7 ноября) 1912 г. в департамент полиции начальник Казанского губернского жандармского управления К. И. Калинин, — Казанские мусульмане предвидели, что на губернском избирательном собрании большинство составят правые землевладельцы. Поэтому лично заинтересованный в выборах редактор татарской газеты «Баянуль-Хак» Мухамедзян Сайдашев склонял более или менее влиятельных мусульман гор[ода] Казани к блоку с правыми. Для этого, говорил он, сначала нужно заслужить репутацию правых и с этой целью он организовал и празднование мусульманами юбилея Отечественной войны. Сайдашев доказывал, что мусульмане добьются своего лишь в том случае, если порвут старую связь с оппозицией и будут поддерживать правительство во всех его начинаниях. В Думе он предполагал действовать заодно с правыми, завести знакомство в Министерствах и таким образом рассчитывал получить от правительства субсидию на свою газету.
У него даже было намерение в будущем образовать всероссийское общество правых мусульман. Таким путём, по мнению Сайдашева, мусульманам удастся получить даже некоторые привилегии».
Однако выборщики-монархисты, большинство которых составляли умеренные монархисты, «зная сомнительное прошлое Сайдашева» и помня, очевидно, о его прежней стрекулистской позиции, «не захотели провести его в члены Государственной Думы, почему Сайдашев попробовал войти в соглашение с выборщиками прогрессистами, но и это не принесло ему пользы».

### Итоги предвыборной борьбы, прекращение деятельности КРИК
В условиях всеобщего идейно-организационного разброда, высокой предвыборной индифферентности местного населения и «точечных» полицейских ударов по социалистам и кадетам наиболее сильными в Казани оказались позиции октябристов.
Понимание этого обстоятельства побудило и КРИК включить в свои списки двух известных октябристов – правого В. А. Карякина и левого И. В. Годнева.
20 октября (2 ноября) 1912 г. после нескольких политических рокировок в члены Государственной Думы четвёртого созыва от города Казани оказались избраны И. В. Годнев (общий кандидат КРИК, КС17О и «прогрессистов») и протоиерей А. В. Смирнов (общий кандидат КС17О и «прогрессистов»).
После окончания выборов КРИК и КРНК прекратили своё существование.